# Полоз-піскоплав
Полоз-піскоплав (Chilomeniscus) — рід неотруйних змій родини Вужеві. Має 2 види. Інша назва «американська піщана змія».

## Опис
Загальна довжина представників цього роду коливається від 23 до 26,8 см. Голова сплощена. Очі маленькі, круглі. Тулуб кремезний з гладенькою лускою. Забарвлення коричневе, кремове, жовте. Види різняться за наявністю смуг, їх кольорами.

## Спосіб життя
Полюбляють піщані місцину. Гарно пересуваються у піску, неначе «пливе» в ньому. Активні вночі. Харчуються безхребетними.
Це яйцекладні змії. Самиці відкладають до 5 яєць.

## Розповсюдження
Мешкають на південному заході США та у Мексиці.

## Види
- Chilomeniscus savagei
- Chilomeniscus stramineus